# Jerry Yan
Jerry Yan Cheng Xu (cinese: 言承旭; pinyin: Yán Chéngxù; Taoyuan, 1º gennaio 1977) è un cantante e attore taiwanese.
È un membro della boy band taiwanese JVKV, chiamata all'inizio della sua carriera F4.
Il suo nome di nascita è Liao Yangzhen (cinese: 廖洋震; pinyin: Liào Yángzhèn)

## Carriera
È stato l'attore protagonista nel Drama taiwanese Meteor Garden e nel suo sequel, Meteor Garden II, grazie ai quali ha raggiunto la popolarità tra il pubblico femminile, non solo a Taiwan, ma anche nel resto dell'Asia.
Ha lavorato come modello prima di avventurarsi nella carriera di attore, consacrata proprio da Meteor Garden, che è stato il suo primo dama. Ha anche recitato in un film, Magic Kitchen, insieme a Sammi Cheng e Andy Lau.
Nell'agosto del 2004 è stato pubblicato il suo primo album solista, intitolato The First Time (第一次 Jerry for You). Nel gennaio del 2005 ha vinto il premio come "Nuovo Artista più Popolare" (港台地區最受歡迎新人獎) ai ventunesimi Chinese Music Awards (第12屆中国歌曲排行榜頒獎典禮), che si sono tenuti a Pechino. Nella Cina continentale è prevalentemente conosciuto per il suo bell'aspetto ed il suo talento, anche se ciò che ha consacrato il suo successo nella madrepatria è la sua partecipazione come membro della boy band F4.
Il primo telefilm con argomento più serio al quale ha partecipato è stato The Hospital (白色巨塔), insieme al rinomato attore taiwanese Da Li Ren. La serie televisiva è stata diretta dallo stesso regista di Meteor Garden, ed è andata in onda a partire dal 15 agosto 2006.
Jerry è anche ambasciatore dell'organizzazione di carità World Vision Taiwan, per la quale ha adottato un bambino in Mongolia. Dopo di lui, ha adottato altri bambini a distanza.
Parla fluentemente cinese e minnan taiwanese, ed ha seguito delle lezioni di inglese per comunicare con i fan stranieri. Parla e capisce bene anche il giapponese, poiché ha studiato in Giappone ed ha preso ulteriori lezioni di lingua.
È molto popolare anche nelle Filippine, dopo la programmazione di Meteor Garden sulla rete televisiva filippina, la ABS-CBN.
Ha recitato nei drama televisivi Hot Shot (篮球火), insieme a Wu Chun dei Fahrenheit, una storia di ragazzi del college la cui vita gira intorno al gioco del basket, e Starlit (心星的淚光), messo in onda con largo consenso a Taiwan.

## Filmografia

### Cinema
- Magic Kitchen 魔幻廚房 (2004)
- Ripples of Desire 花漾 (2012)
- Lupin III (2014)
- Our Times 我的少女时代 (2015)

### Serie televisive
- Wo hao xihuan ni 我好喜欢你 (2020)
- Because·Love 真爱就这么难? (2016)
- My Best Ex-Boyfriend 最佳前男友 (2015)
- Loving, Never Forgetting 戀戀不忘 (2014)
- My Splendid Life 我的燦爛人生 (2011)
- Just Want To Depend On You 就想賴著你 (2010)
- Jiu xiang lai zhe ni (就想賴著妳) (2010)
- Starlit 心星的淚光 (2009)
- Hot Shot 籃球火 (2008)
- The Hospital 白色巨塔 (2006)
- Meteor Garden II 流星花園 II (2002)
- Come to My Place 來我家吧 (2002)
- Meteor Dream Garden 流星夢幻楽園 (2002)
- Love Scar 烈愛傷痕 (2001)
- Meteor Rain 流星雨~道明寺篇 (2001)
- Meteor Garden 流星花園 (2001)
- Spicy Teacher (2000)

### Talk Show
- ABCDEF4 (2001)

## Discografia
1. Separated 一半
2. I Will Love You A Lot 我会很爱你
3. I Cannot Leave You我没有办法离开你 (dall'album degli F4 Waiting for you; 2008)
4. You are My Only Persistence 你是我唯一的執著 (2007)
5. The First Time (第一次 Jerry for You) (2004)
6. One Meter 一公尺
7. Be A Good Lover 做個好情人
8. Memory Pieces 記憶拼圖
9. Decoration 陪襯品
10. Want to Love You 想要愛你
11. Gravity 地心引力
12. I Want It Now 我想現在
13. Isolation 隔離
14. Forget Myself 忘了自己
15. Fantasy 幻想
16. I Really Really Love you 我是真的真的很爱你 (dall'album degli F4 Meteor Rain)
17. Want you 要定你 (dall'album degli F4 Meteor Rain)
18. Only Me 只有我

## Canzoni
Assoli
- Amphibian  兩棲類動物寫真集  (2002)

Con gli F4
- F4 in Tokyo  (2005)
- Meteor Garden In Barcelona  (2002)
- F4 Music Party  (2001)
- F4 Waiting for You (2007)